# 最高な毎日にするために自分からグイッと動き言葉に気をつけしかけは早め全て面白がり答えは追い追いやってくる
「最高な毎日にするために自分からグイッと動き言葉に気をつけしかけは早め全て面白がり答えは追い追いやってくる」（さいこうなまいにちにするために じぶんからぐいっとうごき ことばにきをつけ しかけははやめ すべておもしろがり こたえはおいおいやってくる）は、日本のスペシャル音楽ユニット「ももクロちゃんと木梨とココリコ遠藤と結婚した狩野とホリケン」の楽曲である。
2021年7月14日放送の『2021 FNS歌謡祭 夏』で初披露された。

## 参加アーティスト
- ももいろクローバーZ
- 木梨憲武
- 遠藤章造
- 狩野英孝
- 堀内健